# 中原电影制片公司
中原電影製片公司（英語：Chung Yuen Motion Picture Company），是香港一間電影公司，由中国共产党经營，1981年由长城制片公司和新联影业公司聯合成立，主要拍功夫國語片。1982年，和长城、鳳凰和新联合併作銀都機構，隸屬中共政府。其中，長城、鳳凰、新聯三家影業公司一般合稱為「長鳳新」。

## 外部連結
- HKMDB - 中原電影製片公司（页面存档备份，存于）